# WTA Challenger de Båstad
O WTA Challenger de Båstad – ou Nordea Open, atualmente – é um torneio de tênis profissional feminino, de nível WTA 125.
Realizado em Båstad, na Suécia, estreou em 2019. Os jogos são disputados em quadras de saibro durante o mês de julho.
O Nordea Open foi oficialmente declarado pela WTA como o "melhor torneio 125 do ano" nas temporadas de 2022 e 2023.

## Finais

### Simples
| Ano                                                         | Campeã              | Vice-campeã     | Resultado      |
| ----------------------------------------------------------- | ------------------- | --------------- | -------------- |
| 2024                                                        | Martina Trevisan    | Ann Li          | 6–2, 6–2       |
| 2023                                                        | Olga Danilović      | Emma Navarro    | 7–64, 3–6, 6–3 |
| 2022                                                        | Jang Su-jeong       | Rebeka Masarova | 3–6, 6–3, 6–1  |
| 2021                                                        | Nuria Párrizas Díaz | Olga Govortsova | 6–2, 6–2       |
| Torneio não realizado em 2020 devido à pandemia de COVID-19 |                     |                 |                |
| 2019                                                        | Misaki Doi          | Danka Kovinić   | 6–4, 6–4       |

### Duplas
| Ano                                                         | Campeãs                          | Vice-campeãs                         | Resultado         |
| ----------------------------------------------------------- | -------------------------------- | ------------------------------------ | ----------------- |
| 2024                                                        | Peangtarn Plipuech Tsao Chia-yi  | María Lourdes Carlé Julia Riera      | 7–5, 6–3          |
| 2023                                                        | Irina Khromacheva Panna Udvardy  | Eri Hozumi Jang Su-jeong             | 4–6, 6–3, [10–5]  |
| 2022                                                        | Misaki Doi Rebecca Peterson      | Mihaela Buzărnescu Irina Khromacheva | w.o.              |
| 2021                                                        | Mirjam Björklund Leonie Küng     | Tereza Mihalíková Kamilla Rakhimova  | 5–7, 6–3, [10–5]  |
| Torneio não realizado em 2020 devido à pandemia de COVID-19 |                                  |                                      |                   |
| 2019                                                        | Misaki Doi Natalia Vikhlyantseva | Alexa Guarachi Danka Kovinić         | 7–5, 46–7, [10–7] |